# Pell de tambor
|  | Per a altres significats, vegeu «pell». |

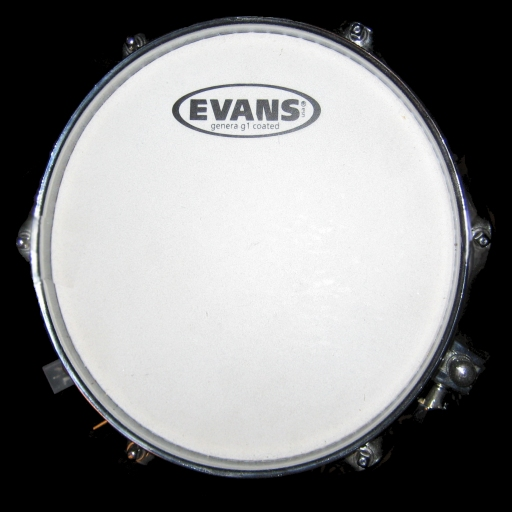
Pell de tambor.

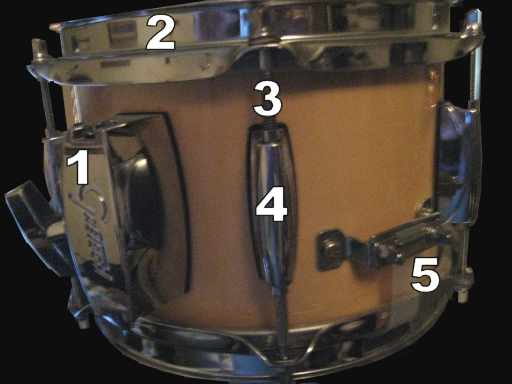
1 Pinça sostenidora, 2 Aro, 3 Vareta tensora, 4 Suport roscat, 5 Contra

Una pell de tambor és una membrana estirada sobre una o dues obertures d'un tambor. La pell és percudida amb baquetes, malls, o la mà perquè oscil·li i el so ressoni a través del tambor.
Depenent de l'instrument musical, el material amb què es fabrica la pell (o membrana) de tambor, pot ser orgànica o sintètica.

## Fabricants
- Aquarian
- Attack
- Bear Percussion
- Columbia Products International
- Coreelo
- Cozmo Graphics
- Custom Skins
- Drum Art
- Drum Workshop
- Earthtone
- Evans
- HeadFx
- Head First
- Honsuy
- Ludwig-Musser
- Remo
- Rockenhedz
- RMV
- Vellum Head Co.
- Vintage Logos
- Yamaha Drumheads